# Byggförlaget
Byggförlaget var ett svenskt bokförlag grundat 1952. Förlagets utgivning fokuserade på svensk arkitektur och konsthantverk samt byggnadsvård.
Initialt hade förlagets verksamhet byggt på att publicera blanketter och byggtekniska handböcker. Utgivningen av litteratur accelererade efter att Claes Dymling tagit över som förlagschef 1976. Mycket av det som publicerades trycktes i mindre upplagor, men Systrarna Voltaires mat från 1996 sålde över 100 000 exemplar. Förlagets utgivning nominerades till Augustpriset i kategorin fackböcker 1996, 2002 och 2004.
Efter att ägaren Sveriges Byggindustrier bedömt verksamheten som utanför sina medlemsföretags direkta intresseområden erbjöds förlaget till försäljning 2005. Man lyckades inte få verksamheten såld och beslutade istället att lägga ned företaget 2006. Vid nedläggningen hade bara fem av 15 planerade volymer i förlagets serie om svenska slott hunnit ges ut.